# زمین‌لرزه ۲۰۱۰ اوآخاکا
زمین‌لرزه اوآخاکا در تاریخ ۳۰ ژوئن ۲۰۱۰ میلادی، برابر با ‎۹ تیر ۱۳۸۹، ساعت ۰۷:۲۲:۲۷٫۷ به زمان یوتی‌سی در مکزیک، منطقه اوآخاکا رخ داد. ژرفای این زلزله ۲۰٫۰ کیلومتر بود. بزرگی آن ۶٫۲ در مقیاس Mw بدست آمده‌است.
پروژهٔ جهانی تنسور گشتاور مرکزوار پارامتر زمان مرکزوار زمین‌لرزه را با اختلاف ۵٫۱ ثانیه نسبت به زمان رخداد اشاره شده در بالا و مختصات مرکزوار را در ۱۶°۲۸′شمالی ۹۷°۴۶′غربی / ۱۶٫۴۷°شمالی ۹۷٫۷۷°غربی محاسبه کرد و همچنین، ژرفا در ۱۷٫۸ کیلومتر بدست آمده‌است. در این محاسبات زاویه‌های (راستا، شیب، ریک) گسل سازندهٔ زمین‌لرزه و صفحه عمود بر آن برابر با (°۲۸۶، °۱۲، ° ۷۲) یا (°۱۲۴، °۷۸، ° ۹۴) حاصل شده‌است.